# Siwarna
Siwarna (924 m n.p.m.) – szczyt w Bieszczadach Zachodnich.
Należy do grzbietu odbiegającego ze szczytu Smereka (1222 m n.p.m.) na północ, przez Wysokie Berdo (968 m n.p.m.) i Krysową (840 m n.p.m.). Następną kulminacją za Siwarną jest Bukowina (911 m n.p.m.). Ku zachodowi odgałęzia się z wierzchołka krótkie ramię, opadające do doliny Wetliny, ograniczone od północy i południa dolinami małych, nienazwanych potoków – dopływów Wetliny. Wschodnie stoki odwadnia natomiast potok Tworylczyk. Zbocza wschodnie, południowo-zachodnie oraz miejscami zachodnie są dość strome.
Z wyjątkiem terenów pomiędzy szczytem a przełęczą (826 m n.p.m.) oddzielającą go od Bukowiny, stoki są porośnięte lasem. Grzbietem lub nieco na zachód od niego przebiega zachodnia granica Bieszczadzkiego Parku Narodowego, tereny na zachód obejmuje Ciśniańsko-Wetliński Park Krajobrazowy.
U południowo-zachodnich podnóży znajdowała się dawniej miejscowość Jaworzec.

## Piesze szlaki turystyczne
zielony Terka – Połoma – Siwarna – Krysowa